# Жигерлен
Жигерлен (каз. Жігерлен) — село в Каратобинском районе Западно-Казахстанской области Казахстана. Входит в состав Егиндыкольского сельского округа.

## История
В советское время в селе действовал колхоз «Жигерлен» Каратюбинского района. В этом колхозе трудился Герой Социалистического Труда чабан Алпыш Токкужин.

## Население
В 1999 году население села составляло 524 человека (271 мужчина и 253 женщины). По данным переписи 2009 года, в селе проживали 44 человека (23 мужчины и 21 женщина).